# Yueyaquan
Il lago Yueyaquan (in cinese 月牙泉S), conosciuto anche come lago della luna crescente (Crescent Lake in inglese) o sorgente della luna crescente, è un piccolo lago situato in un'oasi del deserto del Gobi a 6 km a sud della città di Dunhuang, nella provincia di Gansu in Cina.

## Descrizione

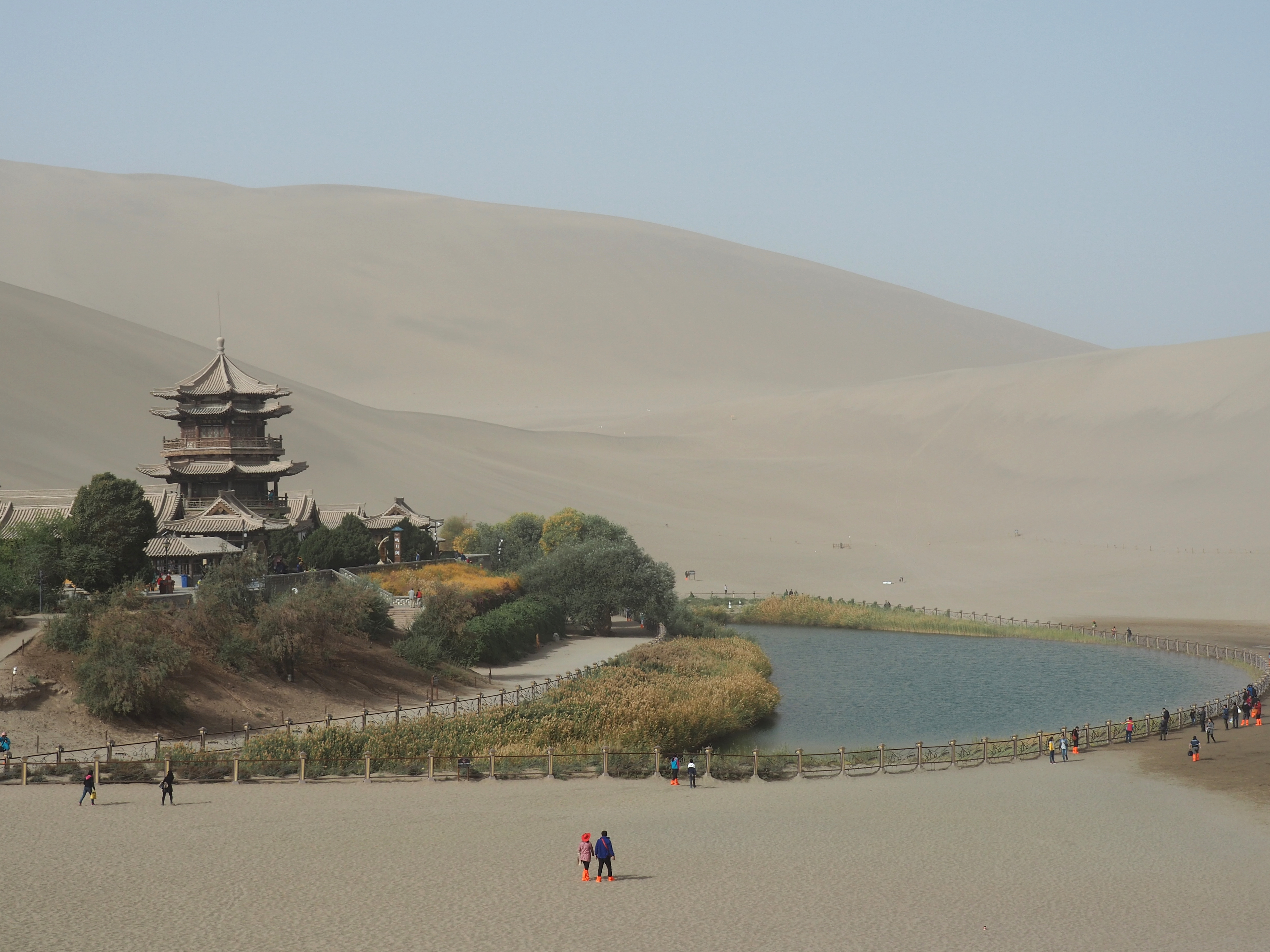
L'oasi con il lago

L'oasi è conosciuta da almeno 2000 anni, tanto da essere considerata come una delle principali attrazioni naturali della regione già al tempo della dinastia Han, e rappresentava una tappa per le carovane che percorrevano la via della seta. Il nome Yueyaquan iniziò ad essere usato durante la dinastia Qing.
Il lago si trova in una depressione naturale creata dal vento alla base di una duna di sabbia. È caratterizzato da una peculiare forma a mezzaluna, da cui deriva il suo nome, lungo 218 metri e largo circa 50. Accanto ad esso si trova una striscia di vegetazione, alcuni piccoli templi e una pagoda in legno. Nel 1960 il lago raggiungeva una profondità massima di circa 7 metri, ma nei decenni successivi, a causa della desertificazione e della carenza di pioggia, si era notevolmente ridotto, fino a fermarsi ad una profondità di solo un metro negli anni '90 del XX secolo, tanto da dover essere ripristinato artificialmente dal governo locale nel 2006. In seguito al ripristino il lago ha recuperato le sue dimensioni originali.
Benché si trovi nel deserto l'oasi attira molti visitatori e può essere facilmente raggiunta con un servizio di bus navette che parte dalla vicina città, a piedi lungo una strada lastricata oppure tramite una escursione a dorso di cammello.